# Yūshun
Pour plus de détails, voir Fiche technique et Distribution.
Yūshun (優駿 ORACIÓN) est un film japonais réalisé par Shigemichi Sugita, sorti en 1988.

## Synopsis
Un homme d'affaires compte sur l'achat d'un cheval de course, Oración, pour se refaire une santé financière.

## Fiche technique
- Titre : Yūshun
- Titre original : 優駿 ORACIÓN
- Réalisation : Shigemichi Sugita
- Scénario : Shunsaku Ikehata d'après le roman de Teru Miyamoto
- Musique : Shigeaki Saegusa
- Photographie : Kazutami Hara et Takao Saitō
- Montage : Keiichi Uraoka
- Société de production : Fuji Television Network
- Pays :  Japon
- Genre : Drame
- Durée : 128 minutes
- Dates de sortie : 
  -  Japon : 23 juillet 1988

## Distribution
- Yuki Saitō : Kumiko Wagu
- Naoto Ogata : Hiromasa Wataumi
- Hidetaka Yoshioka : Makoto Tano
- Tatsuya Nakadai : Heihachiro Wagu
- Ken Ogata : Senzo Wataumi
- Michiko Hayashi : Tae Wataumi
- Mikijirō Hira : Masuhara
- Ryō Ishibashi : Tada
- Kōji Ishizaka : Yoshinaga
- Mariko Kaga : Kyoko Tano
- Norihei Miki : Yokota
- Masami Shimojō : le médecin
- Kunie Tanaka : Sunada
- Kazuko Yoshiyuki : Miho Wagu

## Distinctions
Le film a été nommé pour dix Japan Academy Prizes et a remporté celui du meilleur espoir pour Naoto Ogata.